# Yūsui
Yūsui (湧水町 Yūsui-chō?) es un pueblo en la prefectura de Kagoshima, Japón, localizado al sur de la isla de Kyūshū. Tenía una población estimada de 9265 habitantes el 1 de marzo de 2021 y una densidad de población de 64 personas por km². El pueblo fue fundado el 22 de marzo de 2005 tras la fusión de Kurino y Yoshimatsu, ambos del distrito de Aira.

## Geografía
Yūsui está localizado en la parte norte de la prefectura de Kagoshima, unos 70 km al noreste de la ciudad de Kagoshima. Limita con la prefectura de Miyazaki al noreste, con la ciudad Isa y el pueblo de Satsuma al oeste y con Kirishima al sur.

### Clima
El pueblo tiene un clima subtropical húmedo (Cfa en la clasificación climática de Köppen). La temperatura media anual en Yūsui es de 15.2 °C. La precipitación media anual es de 2555 mm siendo julio el mes más lluvioso. Las temperaturas son más altas en promedio en agosto, alrededor de 26.1 °C, y más bajas en enero, alrededor de 4.6 °C.

## Demografía
Según los datos del censo japonés, la población de Yūsui ha disminuido constantemente en los últimos 60 años.
| Gráfica de evolución demográfica de Yūsui entre 1940 y 2015 |
|                                                             |
| Oficina de Estadística de Japón                             |